# Фуман (шагрестан)
Шахрестан Фуман (перс. شهرستان فومن) — один з шахрестанів у провінції Гілян в Ірані. Столицею цього шахрестану є місто Фуман. За даними перепису 2011 року, його населення становило 93737 осіб Своєю чергою шахрестан поділений на 2 бахші: Центральний і Сардар-е-Джанґаль. Має три міста: Фуман, Маклаван і Масуле.